# Formel-2-Saison 2010

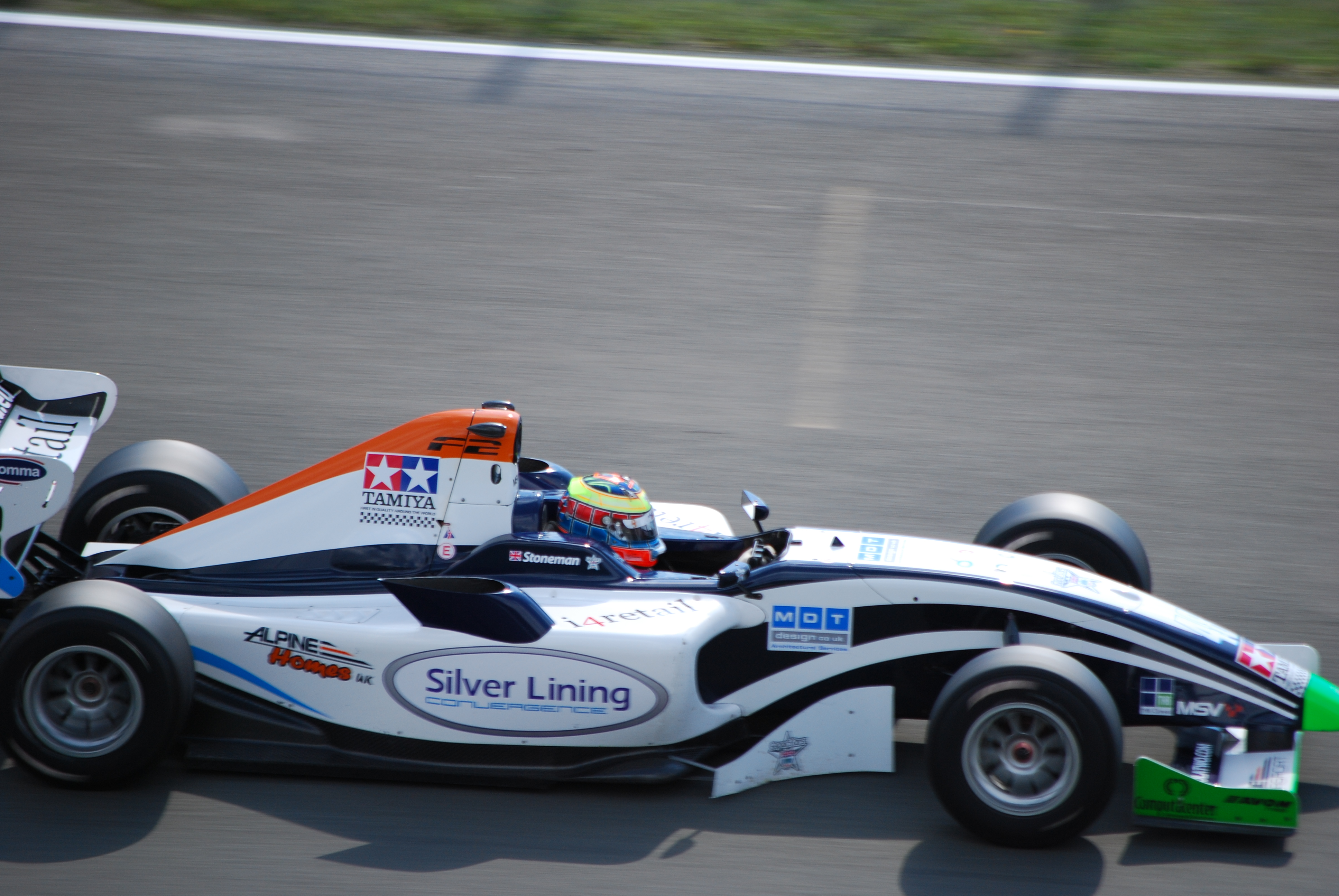
Der Formel-2-Meister 2010: Dean Stoneman in Oschersleben

Die Formel-2-Saison 2010 war die zweite Saison der FIA-Formel-2-Meisterschaft. Sie begann am 18. April 2010 in Silverstone und endete am 19. September in Valencia. Dean Stoneman gewann den Meistertitel.

## Regeländerungen

### Technische Änderungen
Die Leistung der Formel-2-Motoren wurde von 298 kW auf 317 kW erhöht. Zusätzlich konnte die Leistung kurzfristig um 41 kW, 4 kW mehr als im Vorjahr, erhöht werden. Die Motoren hatten somit eine maximale Leistung von 358 kW.

### Sportliche Änderungen
Jedes Rennen dauerte 40 Minuten.

## Starterfeld
Ursprünglich war geplant, dass bei jedem Rennen 24 Fahrer an den Start gehen sollten, jedoch wurde die maximale Starterzahl nie erreicht. Das größte Starterfeld fand man beim Saisonauftakt mit 22 Fahrern vor. Alle Fahrer benutzten Williams-JPH1B-Chassis und Motoren von Audi. Alle Rennwagen und Fahrer wurden von MotorSport Vision betreut.
| Nr. | Fahrer                  | Rennwochenenden |
| --- | ----------------------- | --------------- |
| 2   | Will Bratt              | 1–9             |
| 3   | Jolyon Palmer           | 1–9             |
| 4   | Benjamin Bailly         | 1–9             |
| 5   | Ricardo Teixeira        | 1–9             |
| 6   | Armaan Ebrahim          | 1–9             |
| 7   | Iwan Samarin            | 1–9             |
| 8   | Plamen Kralev           | 1–9             |
| 9   | Mihai Marinescu         | 1–9             |
| 10  | Benjamin Lariche        | 1–9             |
| 11  | Jack Clarke             | 1–9             |
| 12  | Kelvin Snoeks           | 1–5, 7–9        |
| 14  | Sergei Afanassjew       | 1–9             |
| 16  | Ramón Piñeiro           | 9               |
| 17  | Johan Jokinen           | 1–3             |
| 19  | Nicola de Marco         | 1–9             |
| 21  | Kazimieras Vasiliauskas | 1–9             |
| 22  | Johannes Theobald       | 8, 9            |
| 24  | Tom Gladdis             | 1, 6, 7         |
| 26  | Parthiva Sureshwaren    | 1–6             |
| 27  | Paul Rees               | 1–4             |
| 28  | Ajith Kumar             | 1–3             |
| 28  | Julian Theobald         | 6–8             |
| 33  | Philipp Eng             | 1–9             |
| 48  | Dean Stoneman           | 1–9             |
| 77  | Natalia Kowalska        | 1–7, 9          |

### Änderungen bei den Fahrern
Die folgende Auflistung enthält alle Fahrer, die an der Formel-2-Saison 2009 teilgenommen haben und 2010 nicht mehr in der Formel 2 an den Start gingen sowie Piloten, die neu in die Formel 2 einstiegen.
Fahrer, die in die Formel 2 einstiegen:
- Sergei Afanassjew: Internationale Formel Master (JD Motorsport)
- Benjamin Bailly: Formul’Academy Euro Series (Signatech)
- Will Bratt: Euroseries 3000 (EmiliodeVillota.com Motorsport)
- Johan Jokinen: Formel-3-Euroserie (Kolles & Heinz Union)
- Natalia Kowalska: Auszeit
- Plamen Kralev: International GT Open (Vittoria Competizioni)
- Ajith Kumar: Auszeit
- Benjamin Lariche: Formel Renault 2.0 Eurocup (Pole Services)
- Mihai Marinescu: World Series by Renault (Interwetten.com Racing)
- Ramón Piñeiro: Formel Palmer Audi (MotorSport Vision)
- Paul Rees: Formel Palmer Audi (MotorSport Vision)
- Iwan Samarin: Russische Formel-3-Meisterschaft (AKM Racing Team)
- Kelvin Snoeks: Internationale Formel Master (AR Motorsport)
- Dean Stoneman: Britische Formel Renault (Alpine Motorsport)
- Parthiva Sureshwaren: Auszeit
- Ricardo Teixeira: GP2-Serie (Trident Racing)
- Johannes Theobald: Auszeit
- Julian Theobald: Auszeit

Fahrer, die die Formel 2 verlassen hatten:
- Michail Aljoschin: World Series by Renault (Carlin)
- Mirko Bortolotti: GP3-Serie (Addax Team)
- Alex Brundle: Britische Formel-3-Meisterschaft (T-Sport)
- Natacha Gachnang: FIA-GT1-Weltmeisterschaft (Matech Competition)
- Pietro Gandolfi: Keine Rennsportaktivität 2010
- Ollie Hancock: GT4 Europacup (Gianni Giudici)
- Tobias Hegewald: GP3-Serie (RSC Mücke Motorsport)
- Sebastian Hohenthal: Karriere beendet[3]
- Jens Höing: Keine Rennsportaktivität 2010
- Carlos Iaconelli: Auto GP (Durango)
- Julien Jousse: Superleague Formula (DeVillota.com Motorsport)
- Henri Karjalainen: Keine Rennsportaktivität 2010
- Jason Moore: Keine Rennsportaktivität 2010
- Miloš Pavlović: Keine Rennsportaktivität 2010
- Edoardo Piscopo: Auto GP (DAMS)
- Germán Sánchez: Karriere beendet[4]
- Andy Souček: Formel 1 (Testfahrer bei Virgin Racing)
- Henry Surtees verstarb während der letzten Saison.
- Tristan Vautier: Star Mazda Series (Andersen Racing)
- Robert Wickens: GP3-Serie (Status Grand Prix)

## Rennkalender
Die Formel 2 veranstaltete 2010 neun Läufe. Erstmals fand ein Rennwochenende außerhalb Europas statt.
| Nr. | Datum         | Rennstrecke  | Sieger                  | Zweiter                 | Dritter                 |
| --- | ------------- | ------------ | ----------------------- | ----------------------- | ----------------------- |
| 1   | 18. April     | Silverstone  | Jolyon Palmer           | Dean Stoneman           | Sergei Afanassjew       |
| 2   | 18. April     | Silverstone  | Philipp Eng             | Jolyon Palmer           | Johan Jokinen           |
| 3   | 1. Mai        | Marrakesch   | Dean Stoneman           | Philipp Eng             | Kelvin Snoeks           |
| 4   | 2. Mai        | Marrakesch   | Philipp Eng             | Dean Stoneman           | Will Bratt              |
| 5   | 22. Mai       | Monza        | Jolyon Palmer           | Dean Stoneman           | Kazimieras Vasiliauskas |
| 6   | 23. Mai       | Monza        | Jolyon Palmer           | Sergei Afanassjew       | Will Bratt              |
| 7   | 19. Juni      | Zolder       | Dean Stoneman           | Jolyon Palmer           | Kazimieras Vasiliauskas |
| 8   | 20. Juni      | Zolder       | Benjamin Bailly         | Jolyon Palmer           | Dean Stoneman           |
| 9   | 3. Juli       | Portimão     | Jolyon Palmer           | Benjamin Bailly         | Jack Clarke             |
| 10  | 4. Juli       | Portimão     | Dean Stoneman           | Jolyon Palmer           | Benjamin Bailly         |
| 11  | 17. Juli      | Brands Hatch | Dean Stoneman           | Jack Clarke             | Iwan Samarin            |
| 12  | 18. Juli      | Brands Hatch | Philipp Eng             | Tom Gladdis             | Will Bratt              |
| 13  | 31. Juli      | Brünn        | Nicola de Marco         | Dean Stoneman           | Sergei Afanassjew       |
| 14  | 1. August     | Brünn        | Jolyon Palmer           | Dean Stoneman           | Kazimieras Vasiliauskas |
| 15  | 4. September  | Oschersleben | Dean Stoneman           | Kazimieras Vasiliauskas | Jolyon Palmer           |
| 16  | 5. September  | Oschersleben | Dean Stoneman           | Kazimieras Vasiliauskas | Sergei Afanassjew       |
| 17  | 18. September | Valencia     | Nicola de Marco         | Will Bratt              | Armaan Ebrahim          |
| 18  | 19. September | Valencia     | Kazimieras Vasiliauskas | Jack Clarke             | Dean Stoneman           |

### Saisonbericht
Vor der Saison fand ein Umbruch im Fahrerfeld statt. 20 Piloten, die 2009 in der Formel 2 gestartet waren, traten 2010 zu keinem Formel-2-Rennen mehr an. Der Meister der Saison 2009, Andy Souček, wechselte zunächst als Testfahrer in die Formel 1 zu Virgin Racing. Er verließ sein Team jedoch im Laufe der Saison. Carlos Iaconelli und Edoardo Piscopo (Auto GP) sowie Michail Aljoschin (World Series by Renault) und Robert Wickens (GP3-Serie) belegten Spitzenpositionen in ihren neuen Rennserien. Sieben Piloten blieben in der Formel 2, darunter mit Philipp Eng und Kazimieras Vasiliauskas zwei Sieger aus dem Vorjahr. Im Laufe der Saison gaben 18 Piloten ihr Debüt in der Formel 2. Mit Benjamin Bailly (Formul’Academy Euro Series) und Will Bratt (Euroseries 3000) wechselten zwei Meister in die Formel 2. Insgesamt kamen in der Saison 25 Fahrer zum Einsatz.
Das Fahrerfeld der Saison 2010 wurde aus unterschiedlichen Altersgruppen und Nationen zusammengestellt. Mit Natalia Kowalska trat abermals eine Frau in der Formel 2 an. Jüngster Pilot war Ramón Piñeiro, der im Alter von 18 Jahren beim Saisonfinale debütierte. Der älteste Rennfahrer der Saison war Ajith Kumar. Der 39-jährige Inder ist in seiner Heimat als Schauspieler berühmt geworden. Mit Parthiva Sureshwaren (30) und Ricardo Teixeira (28) traten Piloten an, die teilweise über langjährige Motorsporterfahrung verfügten. Plamen Kralev bestritt trotz seines Alters mit 37 Jahren seine erste komplette Saison im Formelsport.
Die Saison wurde von zwei Piloten – Jolyon Palmer, der Sohn des Serienorganisators Jonathan Palmer, und Dean Stoneman bestimmt. Die beiden Piloten entschieden zusammen 11 der 18 Rennen für sich und machten den Titel mit deutlichem Vorsprung unter sich aus. Palmer, der im Gegensatz zu seinem Konkurrenten schon eine Saison in der Formel 2 gefahren war, übernahm die Führung in der Fahrerwertung beim ersten Rennen und behielt diese über weite Strecken der Saison. Stoneman, der nie den Kontakt zu Palmer verlor, gelang es jedoch zum Ende der Saison die Führung zu übernehmen und gewann als bester Neuling den Meistertitel. Als Belohnung für seinen Titelgewinn wird Stoneman an Formel-1-Testfahrten mit dem Williams-Team teilnehmen. Neben den ersten beiden Piloten erhielt auch der Dritte in der Meisterschaft, Sergei Afanassjew, die Superlizenz der FIA, die zur Teilnahme an einem Formel-1-Rennwochenende berechtigt. 14 Rennfahrer konnten ein Rennen auf dem Podium beenden und sechs Rennfahrern gelang es ein Rennen für sich zu entscheiden. Neben Stoneman und Palmer gewannen Benjamin Bailly und Nicola de Marco ihr erstes Rennen in der Formel 2.

## Fahrerwertung
Die ersten zehn des Rennens bekamen 25, 18, 15, 12, 10, 8, 6, 4, 2 bzw. 1 Punkt(e).
| Pos. | Fahrer       | SIL 1 | SIL 2 | MAR 1 | MAR 2 | MON 1 | MON 2 | ZOL 1 | ZOL 2 | ALG 1 | ALG 2 | BRH 1 | BRH 2 | BRN 1 | BRN 2 | OSC 1 | OSC 2 | VAL 1 | VAL 2 | Punkte |
| ---- | ------------ | ----- | ----- | ----- | ----- | ----- | ----- | ----- | ----- | ----- | ----- | ----- | ----- | ----- | ----- | ----- | ----- | ----- | ----- | ------ |
| 1    | Stoneman     | 2     | DNF   | 1     | 2     | 2     | 4     | 1     | 3     | 11    | 1     | 1     | 12    | 2     | 2     | 1     | 1     | 9     | 3     | 284    |
| 2    | Palmer       | 1     | 2     | DNF   | 5     | 1     | 1     | 2     | 2     | 1     | 2     | 8     | DNF   | 5     | 1     | 3     | 12    | 7     | 13    | 242    |
| 3    | Afanassjew   | 3     | 6     | 8     | 7     | DNF   | 2     | 4     | 15    | 9     | 12    | 6     | 5     | 3     | 4     | 4     | 3     | 5     | 5     | 157    |
| 4    | Vasiliauskas | 5     | 7     | 10    | 4     | 3     | DNF   | 3     | 7     | 4     | DNF   | 11    | DNF   | 11    | 3     | 2     | 2     | DNF   | 1     | 153    |
| 5    | Bratt        | 6     | 5     | DNF   | 3     | 4     | 3     | 14    | 5     | DNF   | 5     | 4     | 3     | 8     | 10    | 6     | 7     | 2     | 15    | 144    |
| 6    | Eng          | 4     | 1     | 2     | 1     | 11    | DNF   | 15    | 12    | 15    | 6     | 10    | 1     | 6     | 18    | 7     | 9     | 4     | 11    | 142    |
| 7    | Bailly       | 11    | 11    | DNF   | DNF   | 6     | 6     | 6     | 1     | 2     | 3     | 13    | 11    | 4     | 5     | 5     | 5     | 8     | 9     | 130    |
| 8    | de Marco     | 9     | 10    | DNF   | DNF   | DNF   | DNF   | 10    | DNF   | 5     | 7     | 7     | 4     | 1     | 6     | 9     | 15    | 1     | DNF   | 98     |
| 9    | Clarke       | DNF   | 4     | DNF   | DNF   | DNF   | 12    | DNF   | 4     | 3     | DNF   | 2     | 8     | DNF   | 9     | 12    | DNS   | 16    | 2     | 81     |
| 10   | Ebrahim      | 8     | 9     | 6     | 6     | DNF   | 5     | 5     | DNF   | 7     | DNF   | 9     | 7     | DNF   | 13    | 11    | 10    | 3     | 7     | 78     |
| 11   | Marinescu    | 7     | 8     | DNF   | 14    | 5     | 16    | 8     | 6     | 12    | 4     | 12    | 6     | 16    | 11    | 13    | 6     | 13    | 6     | 68     |
| 12   | Samarin      | DSQ   | 15    | 4     | DNF   | 12    | 8     | 7     | 8     | 13    | 8     | 3     | 9     | 14    | 16    | DNF   | 8     | 10    | 4     | 64     |
| 13   | Snoeks       | 12    | DNF   | 3     | 9     | 13    | DSQ   | 11    | 10    | DNF   | DNF   | INJ   | INJ   | 7     | 8     | 8     | 4     | 12    | 8     | 48     |
| 14   | Lariche      | 10    | 19    | 9     | 10    | 8     | 9     | DNF   | 9     | 8     | 10    | 14    | 10    | 10    | 7     | DNF   | 11    | 6     | 14    | 33     |
| 15   | Gladdis      | DNF   | DNF   |       |       |       |       |       |       |       |       | 5     | 2     | 12    | 12    |       |       |       |       | 28     |
| 16   | Teixeira     | 17    | 14    | 5     | DNF   | 16    | 13    | 9     | DNF   | 6     | DNF   | 16    | 16    | 9     | DNF   | 10    | 16    | 14    | DNF   | 23     |
| 17   | Jokinen      | DNF   | 3     | DNF   | DNF   | 7     | DNF   |       |       |       |       |       |       |       |       |       |       |       |       | 21     |
| 18   | Rees         | 13    | 13    | 7     | 8     | 9     | 7     | 13    | 13    |       |       |       |       |       |       |       |       |       |       | 18     |
| 19   | Kowalska     | 14    | 12    | DNF   | 11    | DNF   | 14    | DNF   | 11    | 10    | 9     | 15    | 13    | DNF   | 14    |       |       | DNF   | 16    | 3      |
| 20   | Kralev       | 15    | 17    | 12    | 12    | 10    | 11    | DNF   | 14    | DNF   | DNF   | DNF   | 15    | 15    | 17    | 15    | 14    | 17    | 17    | 1      |
| 21   | Sureshwaren  | 16    | 16    | 11    | DNF   | 15    | 10    | 12    | DNF   | 14    | 11    | 18    | 14    |       |       |       |       |       |       | 1      |
| 22   | Piñeiro      |       |       |       |       |       |       |       |       |       |       |       |       |       |       |       |       | 15    | 10    | 1      |
| —    | Jo. Theobald |       |       |       |       |       |       |       |       |       |       |       |       |       |       | 16    | 13    | 11    | 12    | 0      |
| —    | Kumar        | 18    | 18    | 13    | 13    | 14    | 15    |       |       |       |       |       |       |       |       |       |       |       |       | 0      |
| —    | Ju. Theobald |       |       |       |       |       |       |       |       |       |       | 17    | 17    | 13    | 15    | 14    | DNF   |       |       | 0      |
| Pos. | Fahrer       | SIL 1 | SIL 2 | MAR 1 | MAR 2 | MON 1 | MON 2 | ZOL 1 | ZOL 2 | ALG 1 | ALG 2 | BRH 1 | BRH 2 | BRN 1 | BRN 2 | OSC 1 | OSC 2 | VAL 1 | VAL 2 | Punkte |

| Farbe                        | Bedeutung                               | Bedeutung |
| ---------------------------- | --------------------------------------- | --- |
| Gold                         | Sieger                                  | Sieger |
| Silber                       | 2. Platz                                | 2. Platz |
| Bronze                       | 3. Platz                                | 3. Platz |
| Grün                         | Platzierung in den Punkten              | Platzierung in den Punkten |
| Blau                         | Klassifiziert außerhalb der Punkteränge | Klassifiziert außerhalb der Punkteränge                                                                                         |
| Violett                      | Rennen nicht beendet (DNF)              | Rennen nicht beendet (DNF) |
| Violett                      | nicht klassifiziert (NC)                | |
| Rot                          | nicht qualifiziert (DNQ)                | nicht qualifiziert (DNQ) |
| Schwarz                      | disqualifiziert (DSQ)                   | disqualifiziert (DSQ) |
| Weiß                         | nicht am Start (DNS)                    | nicht am Start (DNS) |
| Weiß                         | zurückgezogen (WD)                      | |
| Weiß                         | Rennen abgesagt (C)                     | |
| Blanko                       | nicht teilgenommen                      | nicht teilgenommen |
| Blanko                       | verletzt oder krank (INJ)               | |
| Blanko                       | ausgeschlossen (EX)                     | |
| sonstige Formate und Zeichen | P/fett                                  | Pole-Position |
| sonstige Formate und Zeichen | kursiv                                  | Schnellste Rennrunde (in der GP2-Serie/FIA-Formel-2-Meisterschaft ab 2008 für die schnellste Rennrunde der besten zehn Piloten) |
| sonstige Formate und Zeichen | *                                       | nicht im Ziel, aufgrund der zurückgelegten Distanz aber gewertet                                                                |
| sonstige Formate und Zeichen | unterstrichen                           | Führender in der Gesamtwertung                                                                                                  |